# Мазаракиевская церковь
Мазаракиевская церковь (Церковь Покрова Божьей Матери; рум. Biserica Măzărache) — храм Кишинёвская и всея Молдавии епархии Русской православной старообрядческой церкви. Памятник архитектуры XVIII века. Самое старое в городе Кишинёве архитектурное сооружение.

## История
Мазаракиевская церковь получила своё название в честь военного чиновника и казначея Василе Мазараки, который пожертвовал средства на её возведение. Согласно легенде, один из завистников написал на Мазараки донос, и казначей получил наказ немедленно явиться к турецкому губернатору в Бендеры. Отправляясь на суд, Мазараки дал клятву, если останется жив, то по возвращении построит церковь. Судьба оказалась благосклонной к нему — его оправдали. Казначей не забыл о клятве, и возведённая им церковь стала одним из символов Кишинёва.
Церковь была построена в 1752 году в старомолдавском стиле. Она состоит из двух частей: горизонтального объёма нефа с трилистником апсид и вертикального объёма колокольни, примыкающей с запада. Плавное очертание апсид, срезанные и частично закруглённые углы колокольни, небольшой свес крыши, поддержанный карнизом простого профиля, создают впечатление мягкости форм. Внутренние помещения имеют сводчато-купольные перекрытия, высота которых повышается по мере приближения к алтарной части, где находится богатый иконостас. Представляет интерес древнерусская и культовая живопись. С 1960-х годов здание церкви принадлежит русской старообрядческой общине. Охраняется государством.